# Jezioro Figurowe
Jezioro Figurowe (ang. Algae Lake; ros. озеро Фигурное – trl. ozero Figurnoe, trb. oziero Figurnoje) – jezioro położone w południowej części Oazy Bungera na Antarktydzie, uznawane za największe jezioro na powierzchni kontynentu. Jego długość to około 18 km a szerokość około 1 km – ma powierzchnię 14,8 km². Na jeziorze znajduje się kilkanaście wysp, z których największa to Glavnyj Island. 
Jezioro zostało odkryte w czasie amerykańskiej Operacji Highjump (1946–1947) i nazwane Algae Lake (dosłownie „Jezioro Algowe” lub „Jezioro Alg”) ze względu na znalezione w nim algi. Jezioro skartowano w czasie radzieckiej wyprawy antarktycznej w 1956 roku; otrzymało wtedy swoją drugą nazwę (oziero Figurnoje).
Na brzegu jeziora, nad zatoką nazwaną później Zatoką Polskich Geodetów (na cześć uczestników polskich wypraw antarktycznych do Oazy Bungera w latach 1958–59 i 1978–79), założono w 1957 roku radziecką stację polarną Oazis. Została ona dwa lata później przekazana Polsce jako Stacja im. A.B. Dobrowolskiego; obecnie jest ona nieczynna.